# Christian Carrère
Pour les articles homonymes, voir Carrère.

a Compétitions nationales et continentales officielles uniquement.

b Matchs officiels uniquement.
Christian Carrère, né le 27 juillet 1943 à Tarbes (Hautes-Pyrénées), est un joueur de rugby à XV international français, devenu dirigeant sportif et directeur commercial. Il compte vingt-sept sélections en équipe de France, dont dix-huit fois au poste de capitaine.
Christian Carrère est un des acteurs de la victoire française lors de trois Tournois des Cinq Nations (1967, 1968 et 1970) dont un Grand Chelem en 1968. Il participe aux tournées en Afrique du Sud en 1967, en Nouvelle-Zélande et en Australie en 1968.
Après avoir été commerçant, il travaille 35 ans pour la Société Ricard, notamment en qualité de chargé des relations publiques.
Véritable légende du Rugby Club Toulonnais, il fait partie, en avril 2023, des 10 premiers joueurs intronisés dans le Hall of Fame du club, aux côtés de André Herrero notamment.

## Carrière
- Stadoceste tarbais
- RC Toulon

- Il dispute son premier match avec l'équipe de France le 27 novembre 1966 contre l'équipe de Roumanie, et son dernier en 1971 contre l'équipe du North East Cape.
- Tournoi des Cinq Nations disputés : 1967, 1968, 1969, 1970 (ex æquo avec le Pays de Galles) et 1971 [1].
- Capitaine de la première équipe du XV de France à remporter le grand chelem (en 1968).
- 1 sélection dans l'équipe du "reste du monde", pour les 100 ans de la RFU (Home Union anglaise) en avril 1971.

Christian Carrère obtient l'Oscar du Midi olympique (meilleur joueur français du championnat) en 1968.
Alors que Christian Carrère est capitaine avec le XV de France, à Toulon, c'est André Herrero qui est le capitaine de Toulon et qui dirige la manœuvre comme entraîneur. Cela ne pose pas de problème. Pourtant en 1971, après la défaite en finale du Championnat de France de rugby à XV 1970-1971, une brouille sépare les pro-Herrero et les pro-Carrère. Christian Carrère annonce partir à Tarbes avant de se raviser. Il est puni d'une licence rouge et n'est plus retenu en sélection. Les deux tiers des joueurs partent rejoindre le club de Nice. Cela n'empêche pas Christian Carrère et ses coéquipiers de parvenir en demi-finale de l'édition 1971-1972.
En 2016, le site Rugbyrama le classe septième parmi les 10 meilleurs joueurs de l'histoire du RC Toulon.
Durant 35 ans, Christian Carrère travaille pour la Société Ricard, dans le domaine commercial et les relations publiques. Il devient même le directeur de la communication de la société. Il prend sa retraite professionnelle en 2003 à Prunières (Hautes-Alpes). Il est victime d'une attaque cérébrale au printemps 2006.
Il est dirigeant de la Fédération française de rugby à XV, élu en 1991.

## Palmarès

### En club
Avec le Rugby club toulonnais, Christian Carrère ne parvient pas à remporter le Championnat de France atteignant la finale de l'édition 1967-1968 et 1970-1971. Il dispute une demi-finale en 1971-1972. C'est sa dernière saison et le dernier titre au plus haut niveau du club. Il remporte le Challenge Yves du Manoir en 1970 contre Agen.

### En équipe nationale
Christian Carrère a remporté trois Tournois en 1967, 1968 et 1970, avec en prime en 1968 le Grand Chelem.
| Édition           | Rang | Résultats France | Résultats C. Carrère | Matchs C. Carrère |
| ----------------- | ---- | ---------------- | -------------------- | ----------------- |
| Cinq Nations 1967 | 1    | 3 v, 0 n, 1 d    | 3 v, 0 n, 1 d        | 4/4               |
| Cinq Nations 1968 | 1    | 4 v, 0 n, 0 d    | 2 v, 0 n, 0 d        | 2/4               |
| Cinq Nations 1969 | 5    | 0 v, 1 n, 3 d    | 0 v, 0 n, 2 d        | 2/4               |
| Cinq Nations 1970 | 1    | 3 v, 0 n, 1 d    | 3 v, 0 n, 1 d        | 4/4               |
| Cinq Nations 1971 | 2    | 1 v, 2 n, 1 d    | 0 v, 1 n, 1 d        | 2/4               |

Légende : v = victoire ; n = match nul ; d = défaite ; la ligne est en gras quand il y a Grand Chelem.

## Statistiques en équipe nationale
De 1966 à 1971, Christian Carrère dispute 27 matchs avec l'équipe de France au cours desquels il marque 12 points, 4 essais. Il participe notamment à cinq tournois des Cinq nations de 1967 à 1971. Il remporte un Grand Chelem en 1968 et deux autres tournois. Il participe aux tournées en Afrique du Sud en 1967, en Nouvelle-Zélande et en Australie en 1968.
Christian Carrère débute en équipe nationale à l'âge de 23 ans le 27 novembre 1966, il joue régulièrement jusqu'au Tournoi 1971. Sur 27 sélections, il en compte 18 avec le poste de capitaine.